# Lithobates yavapaiensis
Espèce
Synonymes
- Rana yavapaiensis Platz & Frost, 1984

Statut de conservation UICN

 LC  : Préoccupation mineure
Lithobates yavapaiensis est une espèce d'amphibiens de la famille des Ranidae.

## Répartition
Cette espèce se rencontre entre 1 000 et 1 700 m d'altitude :
- aux États-Unis dans le sud de l'Arizona, dans le sud-ouest du Nouveau-Mexique et dans le sud-est de la Californie ;
- au Mexique dans le nord du Sonora et dans le nord-ouest du Chihuahua.

## Étymologie
Son nom d'espèce, composé de yavapai et du suffixe latin -ensis, « qui vit dans, qui habite », lui a été donné en référence au lieu de sa découverte, le comté de Yavapai en Arizona.

## Publication originale
- Platz & Frost, 1984 : Rana yavapaiensis, a new species of leopard frog (Rana pipiens complex). Copeia, vol. 1984, no 4, p. 940-948.